# ووادیسواف سوم
ووادیسواف سوم (به لهستانی: Władysław III Laskonogi)؛ تلفظ لهستانی: [vwaˈdɨswaf]؛ ‏ (۱۱۶۱/۶۷ – ۳ نوامبر ۱۲۳۱) دوک بزرگ لهستان از خاندان پیاست (طی ۱۱۹۴–۱۲۰۲ بر تمام این سرزمین و طی ۱۲۰۲ –۱۲۲۹ فقط بر بخش جنوبی سرزمین) بود. او همچنین دوک کراکوف طی ۱۲۰۲–۱۲۰۶ و ۱۲۲۸–۱۲۳۱، دوک کالیش طی ۱۲۰۲–۱۲۰۶، فرمانروای لبوس طی ۱۲۰۶–۱۲۱۰ و ۱۲۱۸–۱۲۲۵ و فرمانروای گنیزنو در ۱۲۱۶–۱۲۱۷ میلادی بود.
او پنجمین پسر میشکو سوم و به عبارتی سومین فرزند از ازدواج دوم او بود.